# Ea propter
Ea propter (в превод от латински: Поради това) е папска була на римския папа Целестин III, издадена в двореца Латеран в Рим, на 21 декември 1196 г., с която папата дава привилегии на Тевтонския орден.
Булата е адресирана до „dilectis filiis fratribus hospitalis sancte Marie Alemanorum Jerosolimitani“ („възлюбените синове, братя на болницата Света Мария на германците в Йерусалим“) и утвърждава привилегиите, които папата предоставя на ордена.
Всички владения, и всички имущества които братята справедливо и законно придобият в момента или в бъдеще, благодарение на милостта на епископите, щедростта на кралете и князете, пожертвуванията на вярващите, или които по божията милост ще бъдат придобити чрез други справедливи способи, остават за братята от ордена и за техните приемници в тяхната цялост. Забранява се вземането на десятък от обработваемите земи и животинските продукти на ордена. Забраняват се кражбите и грабежите на имуществото на ордена, палежите, задържането и убийствата на братята от ордена. Папата признава за действителни свободите, които са вече предоставени на братята от ордена, като им дава право да избират магистър, който да ги ръководи, а след смъртта му да не назначават никого с насилие или измама, а да се погрижат новият магистър да бъде избран от болшинството от братята.
Постановява се, под страх от отлъчване от църквата, че на никой човек не се позволява безпричинно да безпокои посочената болница, да отнема владенията и да задържа отнетото, като всички имущества които са им предоставени и дарени за управление и издръжка, трябва да останат ненакърнени, за да служат на техните нужди.